# Àlex Martínez
Alexandre Martínez Palau (Andorra la Vieja, Andorra, 10 de octubre de 1998), conocido como Àlex Martínez, es un futbolista y jugador de fútbol playa andorrano. Juega en la posición de delantero y milita en la U. E. Santa Coloma.

## Selección nacional
Fue internacional con la selección de Andorra en 57 ocasiones anotando un gol.

### Goles como internacional
Actualizado el 4 de septiembre de 2020.
| #  | Fecha                 | Local                                                  | Oponente | Gol | Resultado | Competición                                          |
| -- | --------------------- | ------------------------------------------------------ | -------- | --- | --------- | ---------------------------------------------------- |
| 1. | 10 de octubre de 2016 | Estadio Nacional de Andorra, Andorra la Vieja, Andorra | Suiza    | 1-2 | 1-2       | Clasificación para la Copa Mundial de Fútbol de 2018 |

## Clubes
| Club                        | País    | Año       |
| --------------------------- | ------- | --------- |
| U. E. Santa Coloma "B"      | Andorra | 2013-2014 |
| U. E. Santa Coloma          | Andorra | 2014-2015 |
| F. C. Andorra               | Andorra | 2015-2020 |
| F. C. Santa Coloma (cedido) | Andorra | 2020      |
| F. C. Santa Coloma          | Andorra | 2020-2021 |
| Atlètic Club d'Escaldes     | Andorra | 2021-2023 |
| C. F. La Solana             | España  | 2023-2024 |
| U. E. Santa Coloma          | Andorra | 2024-     |

## Palmarés

### Títulos nacionales
| Título                      | Club                    | País    | Año  |
| --------------------------- | ----------------------- | ------- | ---- |
| Copa Constitució            | Atlètic Club d'Escaldes | Andorra | 2022 |
| Primera División de Andorra | Atlètic Club d'Escaldes | Andorra | 2023 |